# Vazoprotektiv
Vazoprotektiv je lek koji se koristi za tretman pojedinih oboljenja krvinh sudova. Svetska zdravstvena organizacija koristi ovaj termin za opisivanje agenasa koji se primenjuju u treatmanu hemoroida i proširenih vena. Arterijski vazoprotektori se nazivaju angioprotektori.
Hormoni poput estrogena mogu da imaju vazoprotektivni efekat.
Valsartan ima vazoprotektivno dejstvo.